# Sống đơn giản

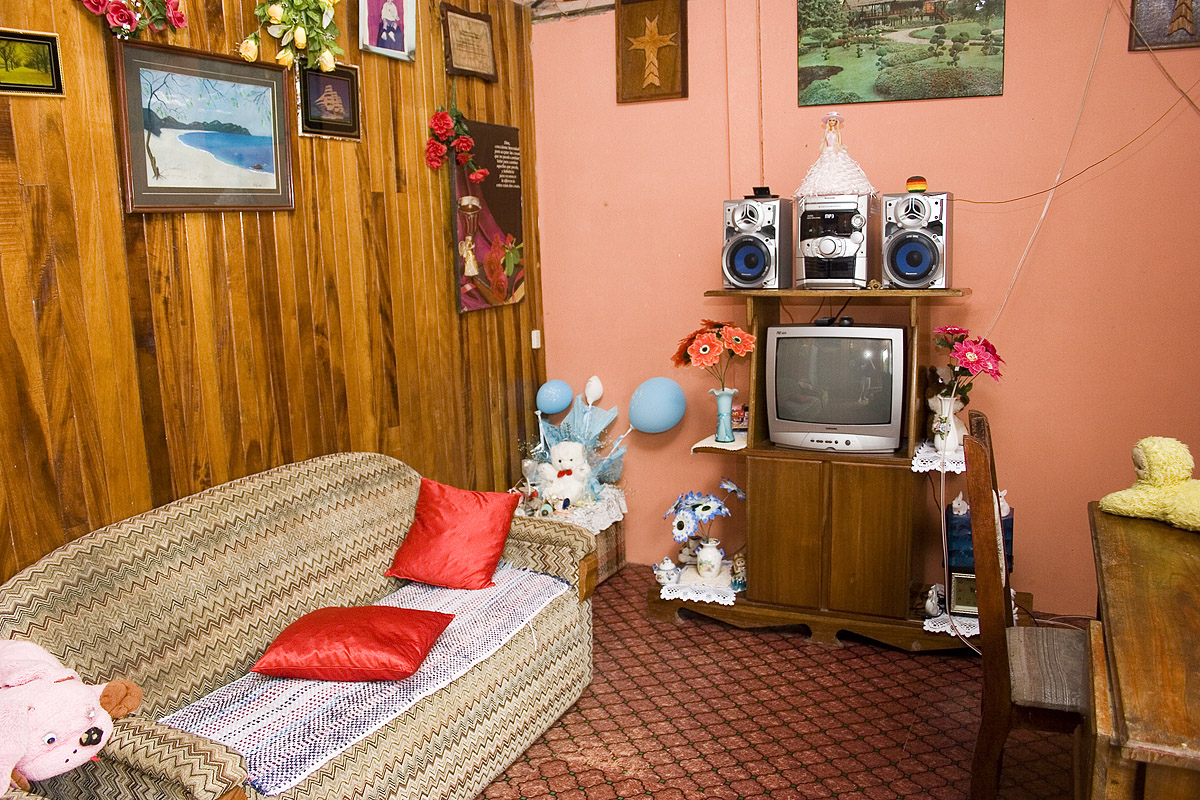
Tiện nghi tối thiểu trong một căn nhà ở phương Tây

Sống đơn giản (Simple living) đôi khi gọi là sống tối giản đề cập đến những việc làm gia tăng sự đơn giản, gọn nhẹ trong lối sống của một người. Các cách thức để có lối sống đơn giản bao gồm giảm thiểu số tài sản sở hữu, ít phụ thuộc hơn vào công nghệ và dịch vụ, cũng như ít chi tiêu tiền bạc hơn. Ngoài những thay đổi ra bên ngoài như vậy, lối sống đơn giản còn phản ánh tư duy và giá trị của bản thân con người. Những thực hành và hành trì lối sống đơn giản có thể được thấy trong lịch sử, tôn giáo, nghệ thuật và kinh tế. Những người theo đạo có thể chọn lối sống đơn giản vì nhiều lý do cá nhân, chẳng hạn như tâm linh, sức khỏe, dành thời gian cho gia đình và bạn bè, cân bằng giữa công việc và cuộc sống, sở thích cá nhân, tình hình, điều kiện tài chính, năng từ thiện, tiết kiệm, bảo vệ môi trường, hoặc giảm căng thẳng, chữa lành. Sống đơn giản cũng có thể là một phản ứng đối với chủ nghĩa duy vật kinh tế và văn hóa tiêu dùng trong một xã hội tiêu dùng. Một số các mục tiêu chính trị xã hội phù hợp với các nhà bảo vệ môi trường, Chống chủ nghĩa tiêu dùng hoặc phong trào phản chiến, bao gồm bảo tồn, và kháng thuế.

## Thực hành

### Trong ăn uống

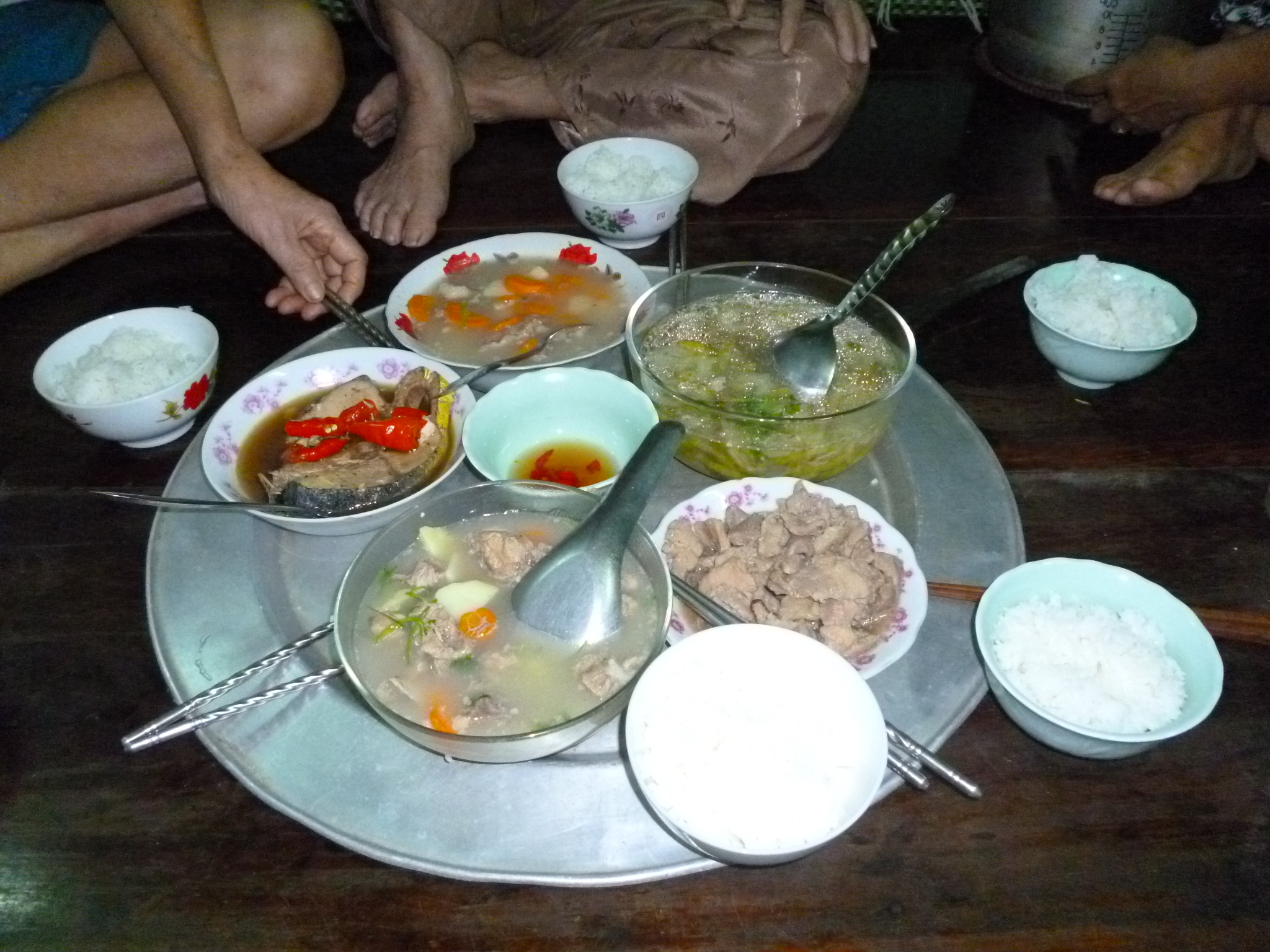
Một bữa cơm gia đình ở Việt Nam

Ngược lại với những chế độ ăn kiêng như ăn chay, chế độ ăn đơn giản là chế độ ăn tập trung vào các nguyên tắc hơn là một bộ quy tắc (nguyên tắc đơn giản là có gì ăn nấy, mùa nào thức nấy, ăn theo thủa ở theo thì). Mọi người có thể sử dụng những nguyên liệu ít phức tạp hơn và rẻ hơn, dễ kiếm ơn và ăn những món ăn được coi là "món nhà làm"/cơm mẹ nấu, bao gồm cả những món ăn nấu tại nhà, không quá cầu kỳ phức tạp. Chế độ ăn kiêng đơn giản thường được coi là "lành mạnh" vì chúng bao gồm một lượng đáng kể các loại trái cây và rau quả. Một chế độ ăn đơn giản thường tránh các thực phẩm chế biến sẵn và đồ ăn nhanh (chế độ ăn kiểu phương Tây). Người ta thường tự nấu thức ăn cho mình bằng cách làm theo các công thức nấu ăn đơn giản và không đặc biệt tốn thời gian, nhằm giảm lượng năng lượng cần thiết cho việc nấu nướng, tự phục vụ. Một chế độ ăn uống đơn giản có vẻ khác nhau ở mỗi người và có thể được điều chỉnh để phù hợp với nhu cầu cơ bản và mong muốn của từng cá nhân đôi khi chỉ mong một bữa cơm canh rau đạm bạc thanh tịnh.

### Trong tôn giáo

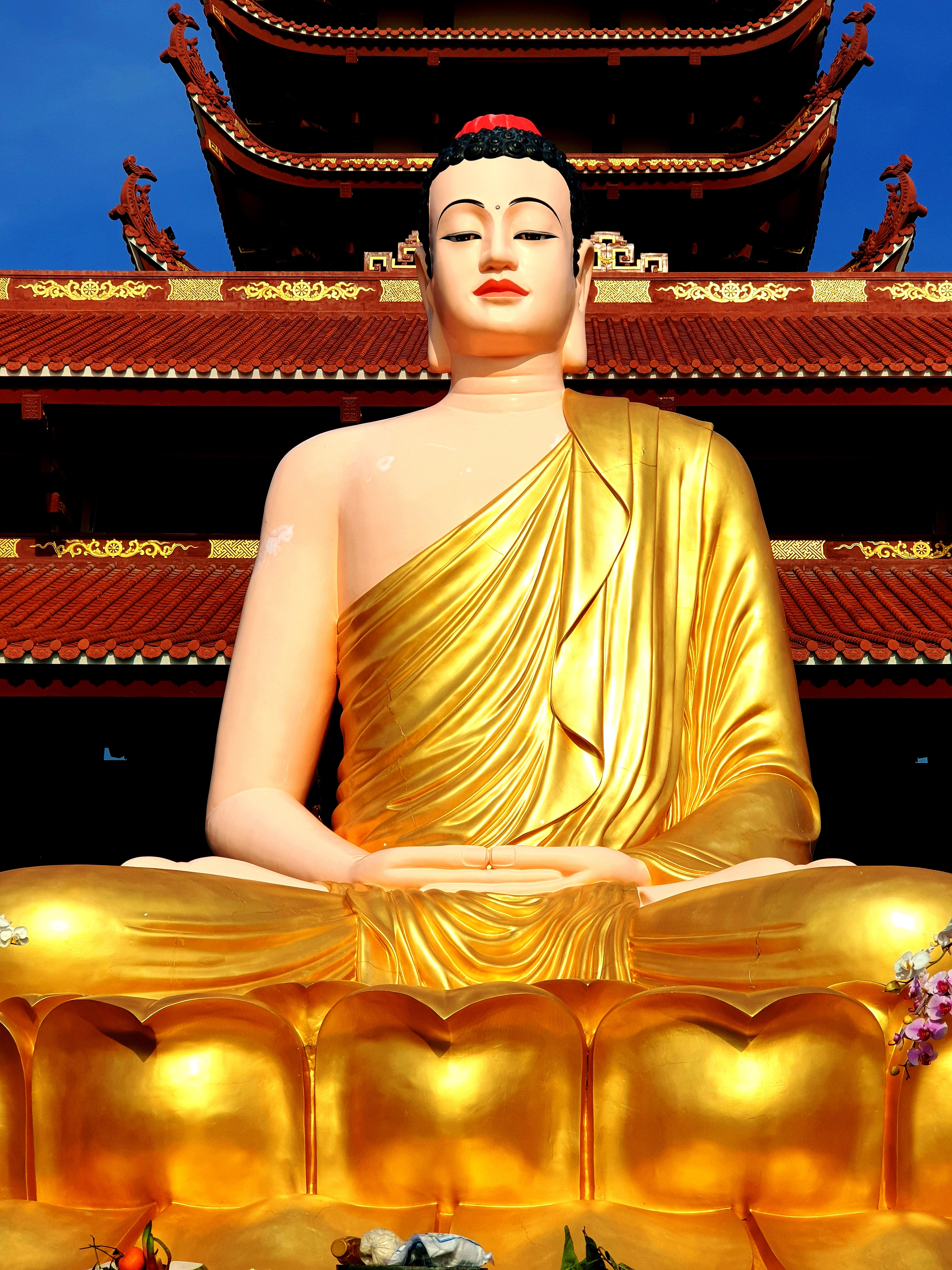
Đức Phật Thích Ca với lối ăn bật giản dị và cuộc sống khất thực khổ hạnh

Một số truyền thống tôn giáo và tâm linh khuyến khích những tín nhân hành trì lối sống đơn giản thanh tịnh. Các ví dụ ban đầu bao gồm truyền thống Śramaṇa và Nazirite trong Kinh thánh. Các truyền thống trang trọng hơn về lối sống đơn giản có từ thời cổ đại, bắt nguồn từ các nhà lãnh đạo tôn giáo và triết học như Chúa Giêsu, Lão Tử, Khổng Tử, Zarathustra, Đức Phật. Những truyền thống này bị ảnh hưởng nặng nề từ cả văn hóa dân tộc và đạo đức tôn giáo. Đức Phật Cồ Đàm tán thành và hành trì lối sống đơn giản, đạm bạc như một đức tính trọng tâm của Phật giáo. Thuyết Tứ Diệu Đế ủng hộ việc buông bỏ dục vọng, tham ái như là con đường dẫn đến chấm dứt khổ đau và đạt được trạng thái Niết bàn. Chúa Giêsu được cho là đã sống một cuộc sống đơn giản, người ta cho rằng ông đã khuyến khích các môn đệ của mình "không mang theo gì trong cuộc hành trình của họ ngoại trừ một cây gậy, không bánh mì, không túi xách, không có tiền trong thắt lưng, nhưng đi dép và không mặc hai áo dài". Chúa Giêsu cũng nói với các đồ đệ rằng họ không thể phục vụ Chúa và tiền bạc cùng một lúc.